# Puccinia oryzopsidis
Puccinia oryzopsidis ist eine Ständerpilzart aus der Ordnung der Rostpilze (Pucciniales). Der Pilz ist ein Endoparasit des Süßgrases Oryzopsis molinioides. Symptome des Befalls durch die Art sind Rostflecken und Pusteln auf den Blattoberflächen der Wirtspflanzen. Sie ist ein Endemit Indiens.

## Merkmale

### Makroskopische Merkmale
Puccinia oryzopsidis ist mit bloßem Auge nur anhand der auf der Oberfläche des Wirtes hervortretenden Sporenlager zu erkennen. Sie wachsen in Nestern, die als gelbliche bis braune Flecken und Pusteln auf den Blattoberflächen erscheinen.

### Mikroskopische Merkmale
Das Myzel von Puccinia oryzopsidis wächst wie bei allen Puccinia-Arten interzellulär und bildet Saugfäden, die in das Speichergewebe des Wirtes wachsen. Aecien oder Spermogonien der Art sind nicht bekannt, gleiches gilt für Uredien und Uredosporen des Pilzes. Einige Sporen, die sich im Holotyp fanden und als Uredosporen zu dieser Art gehören könnten, waren gelblich, stachelwarzig und 25–29 × 22–24 µm groß. Die beidseitig und auf Hüllrohren wachsenden Telien der Art sind schokoladenbraun, früh unbedeckt, kompakt und pulverig. Die hell kastanienbraunen Teliosporen sind zweizellig, ellipsoid bis langellipsoid und 40–48 × 22–27 µm groß. Ihre Stiele sind gelblich bis farblos und bis zu 160 µm lang.

## Verbreitung
Das bekannte Verbreitungsgebiet von Puccinia oryzopsidis umfasst lediglich das indische Kumaon (Bundesstaat Uttarakhand).

## Ökologie
Die Wirtspflanze von Puccinia oryzopsidis ist Oryzopsis molinioides. Der Pilz ernährt sich von den im Speichergewebe der Pflanzen vorhandenen Nährstoffen, seine Sporenlager brechen später durch die Blattoberfläche und setzen Sporen frei. Die Art verfügt über einen Entwicklungszyklus, von dem bislang lediglich Telien sowie deren Wirt bekannt sind; Uredien, Spermogonien und Aecien konnten dem Pilz nicht zugeordnet werden.